# 2. Deutsche Volleyball-Bundesliga 2002/03 (Männer)
Die Saison 2002/03 der 2. Volleyball-Bundesliga der Männer war die neunundzwanzigste Ausgabe dieses Wettbewerbs.

## 2. Bundesliga Nord
Meister und Aufsteiger in die 1. Bundesliga wurde der VV Humann Essen. Absteiger waren der USC Braunschweig und der Telekom Post SV Bielefeld.

### Mannschaften
In dieser Saison spielten folgende zwölf Mannschaften in der 2. Bundesliga Nord der Männer:
- Telekom Post SV Bielefeld
- TuB Bocholt
- VC Bottrop 90
- USC Braunschweig
- VV Humann Essen
- TSV Giesen
- MTV 48 Hildesheim
- VC Fortuna Kyritz
- Volley Tigers Ludwigslust
- Netzhoppers Königs Wusterhausen
- Oststeinbeker SV
- FC Schüttorf 09

Der mit Sonderspielrecht ausgestattete VC Olympia Berlin startete in dieser Saison in der 1. Bundesliga.

### Tabelle
|                         | Verein           | Spiele | Punkte  | Sätze   |
| ----------------------- | ---------------- | ------ | ------- | ------- |
| 1.                      | Essen            | 21     | 36 : 6  | 58 : 25 |
| 2.                      | Bocholt          | 22     | 28 : 16 | 49 : 34 |
| 3.                      | Schüttorf        | 22     | 28 : 16 | 52 : 42 |
| 4.                      | Hildesheim       | 22     | 24 : 20 | 50 : 43 |
| 5.                      | Oststeinbek      | 22     | 24 : 20 | 47 : 40 |
| 6.                      | Giesen           | 21     | 22 : 20 | 43 : 40 |
| 7.                      | Bottrop (A)      | 22     | 20 : 24 | 38 : 44 |
| 8.                      | Kyritz (N)       | 22     | 20 : 24 | 41 : 49 |
| 9.                      | Netzhoppers KW   | 22     | 18 : 26 | 42 : 47 |
| 10.                     | Ludwigslust      | 22     | 16 : 28 | 36 : 50 |
| 11.                     | Braunschweig (N) | 22     | 16 : 28 | 35 : 52 |
| 12.                     | Bielefeld (N)    | 22     | 10 : 34 | 29 : 54 |
| Stand: Abschlusstabelle |                  |        |         |         |

|     | Aufsteiger in die Bundesliga    |
|     | Absteiger in die Regionalliga   |
| (A) | Absteiger aus der 1. Bundesliga |
| (N) | Aufsteiger aus der Regionalliga |

## 2. Bundesliga Süd
Meister wurde die zweite Mannschaft des VfB Friedrichshafen. Der Zweit- und der Drittplatzierte VC Markranstädt und SG Eltmann stiegen in die 1. Bundesliga auf. Absteiger waren der TV Biedenkopf und der VC Offenburg. Der FTM Schwabing tauschte sein Spielrecht mit dem Regionalligisten SV Lohhof.

### Mannschaften
In dieser Saison spielten folgende dreizehn Mannschaften in der 2. Bundesliga Süd der Männer:
- TV Biedenkopf
- SG Eltmann
- TSV Grafing
- SV Fellbach
- Volleyball-Internat Frankfurt
- FT 1844 Freiburg
- VfB Friedrichshafen II
- TSV Friedberg
- VC Markranstädt
- VC Offenburg
- TG Rüsselsheim
- FTM Schwabing
- 1. SC Sonneberg

### Tabelle
|                         | Verein             | Spiele | Punkte  | Sätze   |
| ----------------------- | ------------------ | ------ | ------- | ------- |
| 1.                      | Friedrichshafen II | 24     | 38 : 10 | 62 : 31 |
| 2.                      | Markranstädt       | 24     | 38 : 10 | 62 : 32 |
| 3.                      | Eltmann            | 24     | 36 : 12 | 64 : 25 |
| 4.                      | Schwabing          | 24     | 34 : 14 | 58 : 39 |
| 5.                      | Sonneberg (N)      | 24     | 26 : 22 | 44 : 46 |
| 6.                      | Rüsselsheim        | 24     | 24 : 24 | 53 : 47 |
| 7.                      | Friedberg          | 24     | 24 : 24 | 46 : 49 |
| 8.                      | Freiburg           | 24     | 24 : 24 | 41 : 48 |
| 9.                      | Grafing (N)        | 24     | 20 : 28 | 42 : 50 |
| 10.                     | Fellbach (A)       | 24     | 18 : 30 | 44 : 54 |
| 11.                     | VI Frankfurt (S)   | 24     | 14 : 34 | 37 : 57 |
| 12.                     | Biedenkopf         | 24     | 10 : 38 | 29 : 63 |
| 13.                     | Offenburg (N)      | 24     | 6 : 42  | 24 : 65 |
| Stand: Abschlusstabelle |                    |        |         |         |

|     | Aufsteiger in die Bundesliga               |
|     | Absteiger in die Regionalliga bzw. Rückzug |
| (A) | Absteiger aus der 1. Bundesliga            |
| (N) | Aufsteiger aus der Regionalliga            |
| (S) | Sonderspielrecht                           |